# Ministerium für Verkehr Baden-Württemberg
Das Ministerium für Verkehr Baden-Württemberg ist eine Oberste Landesbehörde. Es ist eines von zwölf Ministerien in der Verwaltung des Landes Baden-Württemberg. Der Sitz des Ministeriums befindet sich in der Dorotheenstraße 8 nahe der Markthalle in der Landeshauptstadt Stuttgart.

## Leitung
Minister ist seit 2011 Winfried Hermann (Grüne), Staatssekretärin ist seit 2021 Elke Zimmer (Grüne). Leitender Beamter und Amtschef ist seit 2021 Ministerialdirektor Berthold Frieß.
Die Verkehrsminister seit 1991 finden sich in der Liste der Verkehrsminister von Baden-Württemberg.

## Geschichte
Es wurde 1991 als eigenständiges Ministerium durch Ministerpräsident Erwin Teufel eingerichtet; erster Verkehrsminister wurde Thomas Schäuble. Zuvor hatte bereits das Wirtschaftsministerium 1972 bis 1984 den Namen Ministerium für Wirtschaft, Mittelstand und Verkehr getragen.
Nach den Landtagswahlen 1992 wechselte Schäuble ins Justizministerium. Sein Nachfolger als Verkehrsminister wurde Hermann Schaufler, der das Amt bis 1996 innehatte. Dann wurde das Verkehrsministerium in das Umweltministerium eingegliedert, das somit Umwelt- und Verkehrsministerium Baden-Württemberg hieß. Hermann Schaufler führte das Doppelministerium als Minister noch bis 1998 weiter. Ihm folgten Ulrich Müller und Stefan Mappus im Ministeramt.
Ministerpräsident Günther Oettinger löste den Bereich Verkehr 2005 wieder aus dem Umwelt- und Verkehrsministerium heraus und ordnete ihn dem Innenministerium zu. Dort wurde der Bereich Verkehr durch zwei Abteilungen verwaltet. Oettingers Nachfolger Stefan Mappus gliederte das Verkehrsministerium wieder in das Umweltministerium ein.
Nach dem Wahlsieg der grün-roten Koalition unter Winfried Kretschmann wurde die Behörde als Ministerium für Verkehr und Infrastruktur wieder eigenständig, Verkehrsminister wurde Winfried Hermann. Im Mai 2012 wurde auch die Funktion als Oberste Landesplanungsbehörde vom Wirtschaftsministerium auf das Ministerium für Verkehr und Infrastruktur übertragen.
Das Ministerium will (Stand: 2013) das Angebot im Schienenpersonennahverkehr um weitere 15 bis 20 Prozent ausweiten. Dies soll durch verstärkten Wettbewerb erreicht werden. So strebt das Land unter anderem an, bei der Ausschreibung von Netzen mit einem Investitionsvolumen von mehr als 100 Millionen Euro, die notwendigen Fahrzeuge ins Eigentum des Landes zu übernehmen und sie an die Verkehrsunternehmen zurückzupachten (sogenanntes „VRR-Modell“). Damit sollen einheitliche Finanzierungskosten und damit vergleichbare Chancen für die Bieter geschaffen werden.
In der Legislaturperiode 2011 bis 2016 wurden 76,5 neue Stellen geschaffen (82 neue Stellen versus 5,5 Stellenstreichungen). Dies entspricht einem Zuwachs um 42 Prozent. Eine neue Abteilung für nachhaltige Mobilität wurde geschaffen. Die Personalausgaben stiegen von 2012 bis 2014 um 2,79 Millionen Euro (26 Prozent).
Im Kabinett Kretschmann II wurde Winfried Hermann 2016 erneut als Verkehrsminister bestätigt. Das Ministerium heißt seitdem Ministerium für Verkehr. Die Abteilung „Baurecht, Städtebau und Landesplanung“ ging nach der Wahl an das Ministerium für Wirtschaft, Arbeit und Wohnungsbau über. Das Verkehrsministerium übernahm neue Themen wie Elektromobilität, autonomes Fahren und Digitalisierung im Verkehr.
Im Haushaltsplan (Einzelplan 13) des Ministeriums für Verkehr stehen im Jahr 2021 Erträge (Einnahmen) von 1.103.660.300 Euro Aufwendungen (Ausgaben) von 2.293.464.000 Euro gegenüber.